# Bataille de Sphactérie (1825)
Guerre d'indépendance grecque
Batailles
- Patras
- Alamana
- Gravia
- Valtetsi
- Doliana
- Drăgășani
- Tripolizza
- Péta
- Chios
- Dervénakia
- Nauplie
- Karpénissi
- Guerres civiles (en)
- Psará
- Maniaki (en)
- Sphactérie
- Missolonghi
- Arachova
- Phalère
- Navarin

La bataille de Sphactérie le 8 mai 1825 est une défaite navale grecque lors de la guerre d'indépendance grecque contre les forces égypto-ottomanes commandées par Ibrahim Pacha.

## Contexte: la guerre d'indépendance grecque
En 1821, les Grecs s’étaient révoltés contre l’occupation ottomane. Ils avaient d’abord remporté de nombreuses victoires et proclamé leur indépendance en janvier 1822. Les victoires grecques avaient été de courte durée, en partie parce que les insurgés s'étaient rapidement déchirés entre factions rivales au cours de deux guerres civiles. Le Sultan avait appelé à l’aide son vassal égyptien Mehemet Ali qui en 1824 avait dépêché en Grèce son fils Ibrahim Pacha avec une flotte et 8 000 hommes,.

## L'importance de la baie

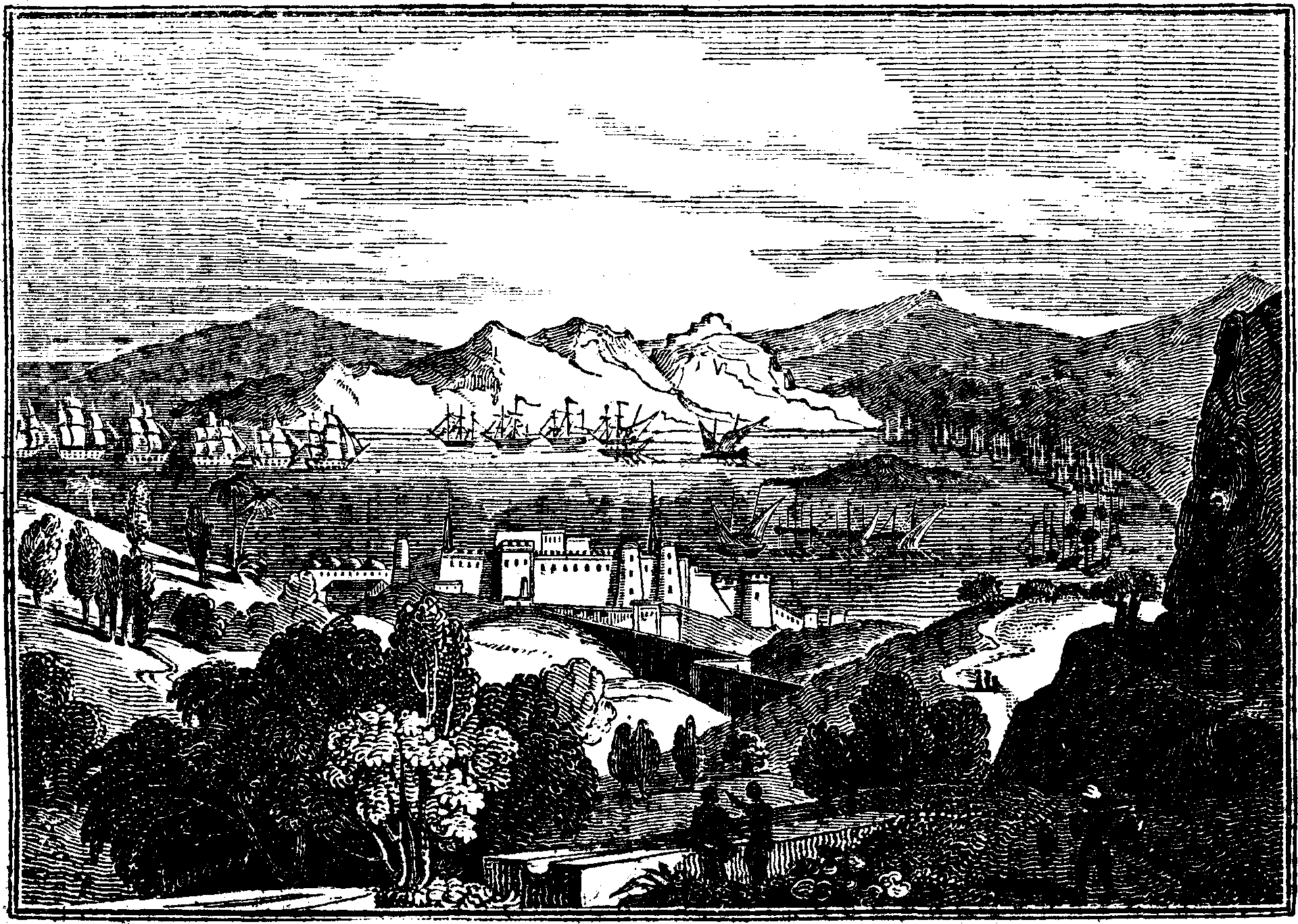
La baie de Navarin.

La baie de Navarin est considérée comme le meilleur havre du Péloponnèse. Protégée à l'ouest par l'île de Sphactérie, elle n'est accessible que par un chenal au sud, protégé par la forteresse de Néo-Navarino construite par les Ottomans après leur défaite à Lépante au XVIe siècle au-dessus de la ville moderne de Pylos. Au nord de Sphactérie, le chenal était ensablé, et pas assez profond pour les navires modernes. Il était dominé par la forteresse de Paléo-Navarino, remontant au XIIIe siècle et quasiment en ruines dans les années 1820, construite sur les ruines de la Pylos de l'époque classique.

## La bataille
La baie de Navarin avait été le premier objectif d'Ibrahim Pacha après son débarquement dans le Péloponnèse fin février 1825 à Modon. Il s'était d'abord débarrassé des forces terrestres qui protégeaient la baie à l'est. Le 19 avril, il avait mis en déroute 6 000 à 7 000 Grecs avec ses 3 000 fantassins et 400 cavaliers.
Pour contrôler la baie, il lui fallait prendre l'île de Sphactérie. Elle était défendue par 800 Grecs et huit navires, dont l’Arès sur lequel se trouvait Aléxandros Mavrokordátos qui avait quitté le gouvernement grec pour reprendre les armes. Le matin du 8 mai, trente-quatre navires de guerre égyptiens (accompagnés de transports de troupes) entrèrent dans la baie. Le capitaine de l’Arès (Anastásios Tsamadós, originaire d'Hydra) et Mavrokordátos débarquèrent sur l'île pour prévenir les défenseurs. L'escadre égyptienne commença immédiatement le bombardement tandis que cinquante barges de débarquement amenaient les troupes ottomanes. La garnison grecque se rendit en moins d'une heure. Sept des huit navires grecs réussirent à s'échapper, mais l’Arès attendait le retour de son capitaine Tsamadós.

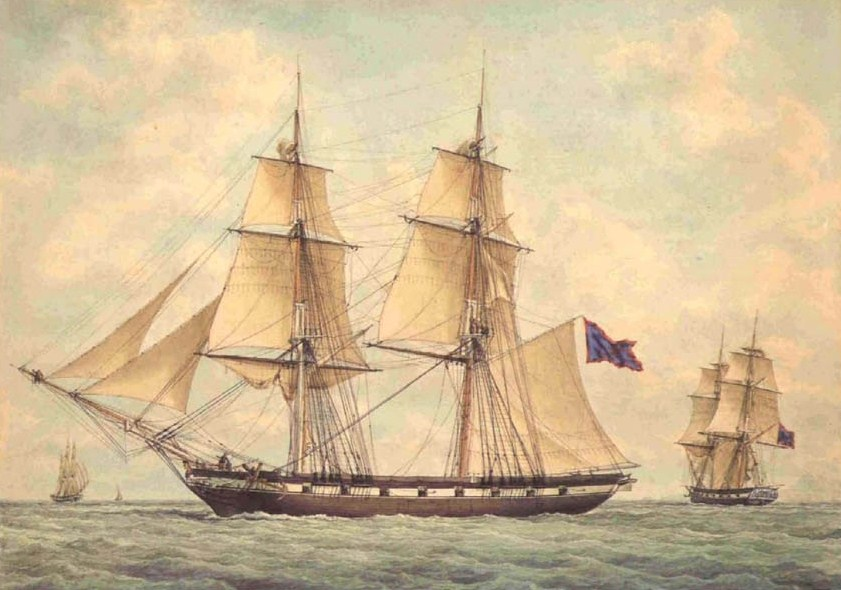
LArès

Mavrokordátos finit par rejoindre le navire, ainsi que le capitaine Dimítrios Sachtoúris ; l'équipage ayant appris la mort de son capitaine, l’Arès coupa ses amarres et tenta de gagner le chenal sud, sous la direction de Sachtoúris. Il ne réussit à l'atteindre que six heures plus tard, après avoir manœuvré désespérément pour échapper aux trente-quatre navires égyptiens.
Après la capture de Sphactérie le 8 mai, Ibrahim Pacha s'empara de Paléo-Navarino le 10 mai puis de Néo-Navarino, défendue par Yánnis Makriyánnis et 1 500 hommes le 18 mai.